# Teduglutide
Teduglutide (tên thương hiệu Gattex ở Mỹ và Revestion ở châu Âu) là một chất tương tự poly peptide và peptide giống glucagon-2 (GLP-2) được sử dụng để điều trị hội chứng ruột ngắn. Nó hoạt động bằng cách thúc đẩy tăng trưởng niêm mạc và có thể khôi phục lại sự bài tiết và tiết dịch dạ dày. Ở châu Âu, nó đã được cấp tình trạng thuốc mồ côi và được Nycomed bán trên thị trường dưới nhãn hiệu Revestion. Nó đã được Hoa Kỳ chấp thuận dưới tên Gattex vào ngày 21 tháng 12 năm 2012 và cũng là một loại thuốc mồ côi ở đó.

## Sử dụng trong y tế
Cho đến một thời điểm nhất định, ruột có thể thích nghi với việc cắt bỏ một phần dẫn đến hội chứng ruột ngắn. Tuy nhiên, tiêm thay nước, khoáng chất và các vitamin (tùy thuộc vào một phần của ruột đã được gỡ bỏ) thường cần thiết. Teduglutide có thể làm giảm hoặc rút ngắn sự cần thiết của truyền dịch như vậy bằng cách cải thiện niêm mạc ruột và có thể bằng các cơ chế khác.

## Tác dụng phụ
Tác dụng phụ thường gặp trong các nghiên cứu lâm sàng bao gồm khó chịu ở bụng (49% bệnh nhân), nhiễm trùng đường hô hấp (28%), buồn nôn (27%) và nôn (14%), phản ứng tại chỗ tại chỗ tiêm (21%) và đau đầu (17 %).

## Hóa học và cơ chế hoạt động
Teduglutide khác với GLP-2 tự nhiên bởi một amino acid duy nhất: một alanine được thay thế bằng một glycine. Khối này phá vỡ phân tử bằng dipeptidyl peptidase và tăng thời gian bán hủy từ bảy phút (GLP-2) lên khoảng hai giờ, trong khi vẫn giữ các hoạt động sinh học của nó, bao gồm duy trì niêm mạc ruột, tăng lưu lượng máu trong ruột, giảm nhu động đường tiêu hóa và bài tiết axit dạ dày.